# 土斐崎浩一
土斐﨑 浩一（どいざき こういち、1964年3月21日 - ）は、福岡県福岡市出身のサッカー指導者。福岡大学卒。179cm71kg。土斐「崎」浩一と表記されることもある。

## 来歴
学生時代には、福岡市立西陵高校で陸上競技を始め、同校3年時に400メートルで高校総体に出場。福岡大学3年時に九州学生選手権400メートルで優勝。
大学卒業後はフィットネスインストラクターを経て、アビスパ福岡、湘南ベルマーレでフィジカルコーチに就任。2003年にはFC東京に加入するが、翌2004年 から2006年は再び福岡でフィジカルコーチを務め、独自のメニューを組んで体力強化に尽力した。
2007年からFC東京に復帰。トップチームのフィジカルコーチを務め、オフの間も同郷の平山相太を指導するなど 熱心に選手の能力向上に取り組み、2009年には長友佑都の走法改良を指導し、同年12月にサッカー日本代表の特別講師を務めた川本和久からは、代表選手の中で唯一長友だけが「文句なし」のフォームであると評価を得た。
2013年にはKリーグクラシック・蔚山現代FCのフィジカルコーチに就任。キム・シヌクの柔軟性、跳躍力、瞬発力の改善に着手し、キムのリーグMVPを含む個人タイトル3冠獲得に大きく貢献した。2014年6月に大分トリニータのフィジカルコーチに就任。
2016年、清水エスパルスのフィジカルコーチに就任。前線からの献身的守備を実行するための体力を選手に身に付けさせた。2019年5月に退任し、翌6月にアビスパ福岡のフィジカルコーチに就任した。

## 指導歴
- 1986年 福岡大学体育学部 教育技術職員
- 1988年 - 1989年 サンテ飯倉 フィットネスインストラクター
- 1990年 - 1995年 キューブスポーツクラブ博多 マネジャー兼フィットネスインストラクター
- 1996年 東福岡高校サッカー部 アスレティックトレーナー
- 1997年 - 2000年 アビスパ福岡
  - 1997年 アスレティックトレーナー
  - 1998年 コンディショニングコーチ
  - 1999年 フィジカルコーチ
  - 2000年 コンディショニングコーチ
- 2001年 - 2002年 湘南ベルマーレ フィジカルコーチ
- 2003年 FC東京 フィジカルコーチ
- 2004年 - 2006年 アビスパ福岡 フィジカルコーチ
- 2007年 - 2012年 FC東京 フィジカルコーチ
- 2013年 - 蔚山現代FC フィジカルコーチ
- 2014年6月 - 2015年 大分トリニータ フィジカルコーチ
- 2016年 - 2019年5月 清水エスパルス フィジカルコーチ
- 2019年6月 - 11月 アビスパ福岡 フィジカルコーチ